# 阿尔曼多·塞加托
阿尔曼多·塞加托（義大利語：Armando Segato，1930年5月3日—1973年2月19日），意大利男子足球运动员，场上位置是中场。他曾代表意大利国家队参加1954年国际足联世界杯，结果获得第十名。